# Macungie
Macungie is een plaats (borough) in de Amerikaanse staat Pennsylvania, en valt bestuurlijk gezien onder Lehigh County.

## Demografie
Bij de volkstelling in 2000 werd het aantal inwoners vastgesteld op 3039.
In 2006 is het aantal inwoners door het United States Census Bureau geschat op 3122, een stijging van 83 (2,7%).

## Geografie
Volgens het United States Census Bureau beslaat de plaats een oppervlakte van
2,6 km², geheel bestaande uit land.

## Plaatsen in de nabije omgeving
De onderstaande figuur toont nabijgelegen plaatsen in een straal van 16 km rond Macungie.

## Geboren
- Todd Howard (1970), ontwerper, regisseur en producent